# Bargstedt (Holstein)
Bargstedt er en by og kommune i det nordlige Tyskland, beliggende i Amt Nortorfer Land i den sydøstlige del af Kreis Rendsborg-Egernførde. Kreis Rendsborg-Egernførde ligger i den centrale del af delstaten Slesvig-Holsten.

## Geografi
Bargstedt ligger i Naturpark Aukrug godt fem kilometer vest for Nortorf. Ca. 7 km mod nordøst løber motorvejen A7.